# Mamoru Oshii
Mamoru Oshii (jap. 押井 守 Oshii Mamoru; ur. 8 sierpnia 1951 w dzielnicy Ōta, w Tokio) – japoński reżyser i scenarzysta filmowy.
Nim zdobył niezależność, pracował dla studiów animacyjnych Tatsunoko Production i Pierrot. Do jego najsłynniejszych filmów należą między innymi: Patlabor 2 the Movie (1993), Ghost in the Shell (1995), Avalon (2001). Tylko Avalon jest filmem aktorskim, pozostałe to filmy anime.
Oshii działa również w dziedzinie mangi i gier wideo. Napisał scenariusz do filmu animowanego Jin-Roh, wyreżyserowanego przez Hiroyukiego Okiurę. Współpracował przy realizacji filmu Blood: The Last Vampire wyreżyserowanego przez Hiroyukiego Kitakubo. Poświęca dużo swego czasu młodym talentom.
Znakiem rozpoznawczym filmów Oshiiego są psy rasy basset – praktycznie w każdym jego dziele pojawia się taki pies.

## Scenariusze
- 2006: Tachigui: The Amazing Lives of the Fast Food Grifters (Tachiguishi Retsuden)
- 2004: Ghost in the Shell 2: Niewinność (Innocence)
- 1998: In the Aftermath
- 1998: Jin-Roh
- 1991: Stray Dogs (Jigoku no banken: Kerberos)
- 1987: Jigoku no banken: akai megane
- 1983: Urusei Yatsura: Only You

## Reżyseria
- 2021: Vlad Love
- 2009: Assault Girl (Avalon 2)
- 2008: Sky Crawlers
- 2006: Tachigui: The Amazing Lives of the Fast Food Grifters (Tachiguishi Retsuden)
- 2004: Ghost in the Shell 2: Niewinność (Innocence)
- 2001: Avalon
- 1995: Duch w pancerzu (Ghost in the Shell / Kōkaku Kidōtai)
- 1993: Kidō keisatsu patorebâ: The Movie 2
- 1991: Stray Dogs (Jigoku no banken: kerubersu)
- 1990: Kidō keisatsu patorebâ: The Movie
- 1987: Akai Megane (The Red Spectacles)
- 1985: Angel’s Egg (Tenshi no tamago)
- 1984: Urusei Yatsura 2: Beautiful Dreamer
- 1983: Dallos
- 1983: Urusei Yatsura: Only You
- 1980: Cudowna podróż (Nils no fushigi na tabi)